# Dryopteris nigricans
Dryopteris nigricans là một loài dương xỉ trong họ Dryopteridaceae. Loài này được Ekman & C.Chr. mô tả khoa học đầu tiên năm 1936.
Danh pháp khoa học của loài này chưa được làm sáng tỏ. 